# Col Gardena
Pour les articles homonymes, voir Gardena.
Le col Gardena (italien : passo Gardena ; allemand : Grödnerjoch ; ladin : Ju de Frara ou Jëuf de Frea) est un col de montagne situé dans les Dolomites, dans le Tyrol du Sud en Italie du Nord.
Situé à une altitude de 2 121 mètres, le col relie Selva dans le val Gardena à l'ouest avec Corvara dans le val Badia à l'est. La route, faisant partie de la célèbre Sellaronda, dans laquelle quatre cols (Gardena, Sella, Pordoi et Campolongo) ceinturent le groupe du Sella, est empruntée par les touristes, les motocyclistes et les cyclistes pendant l'été. Point de départ de nombreux sentiers s'aventurant au cœur des Dolomites, le col est prisé des randonneurs qui peuvent y loger grâce aux infrastructures touristiques situées au col même.

## Géographie
Le col Gardena, situé au cœur des Dolomites, est niché entre d'imposants massifs : au sud se trouve le groupe du Sella, à l'ouest le groupe du Sassolungo, et au nord le groupe du Puez, situé dans le parc naturel Puez-Odle. Plusieurs cours d'eau serpentent près du col, dont le rio Frea, qui alimente le rio Gardena.
Le col est le point de départ de nombreux sentiers de randonnée. Entre autres, des itinéraires mènent à la vallée de Dantercepies, au refuge Pisciadù et au groupe du Cir. L'Alta via no 2, qui part de Bressanone et arrive à Feltre passe par le col Gardena.

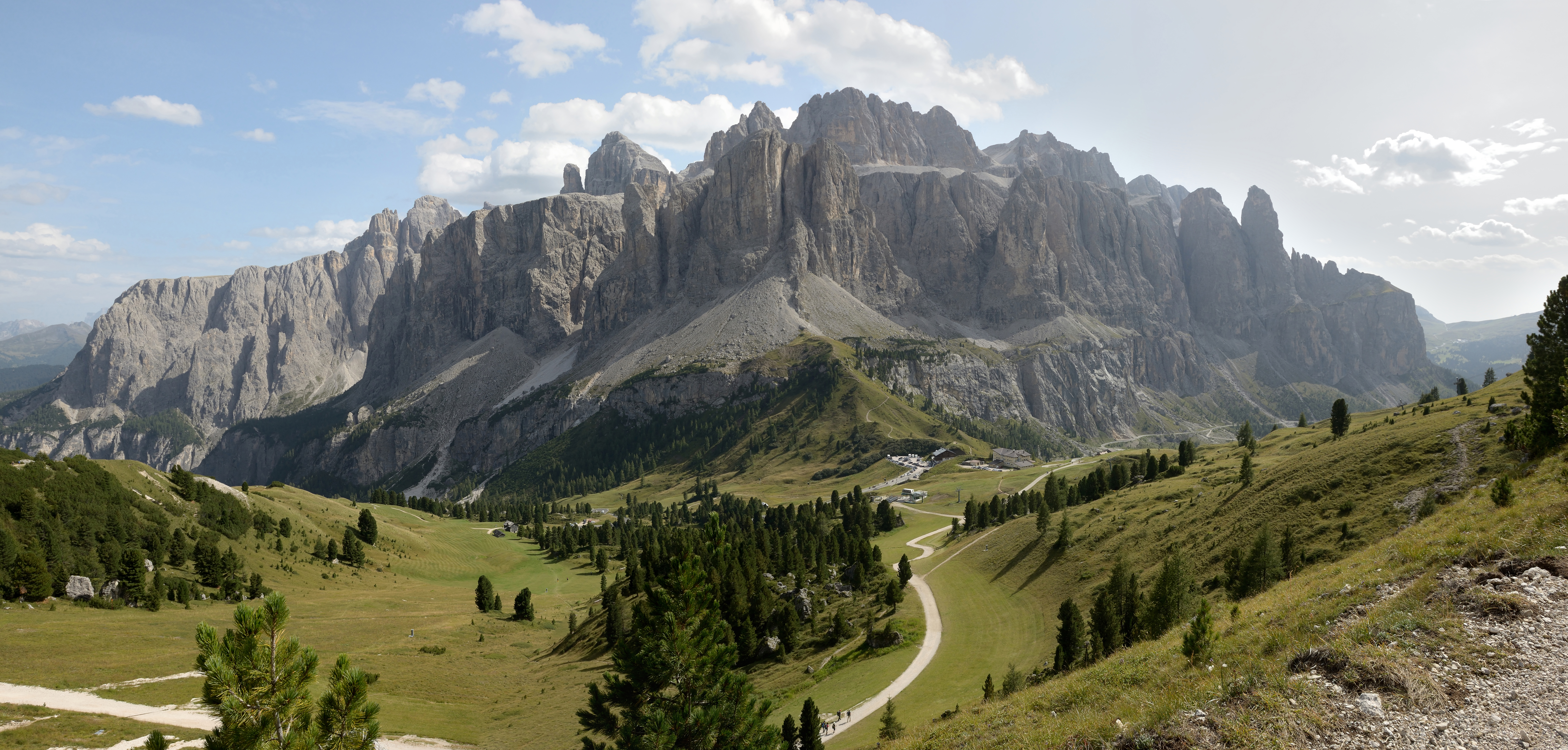
Vue du col avec le groupe du Sella en arrière-plan.
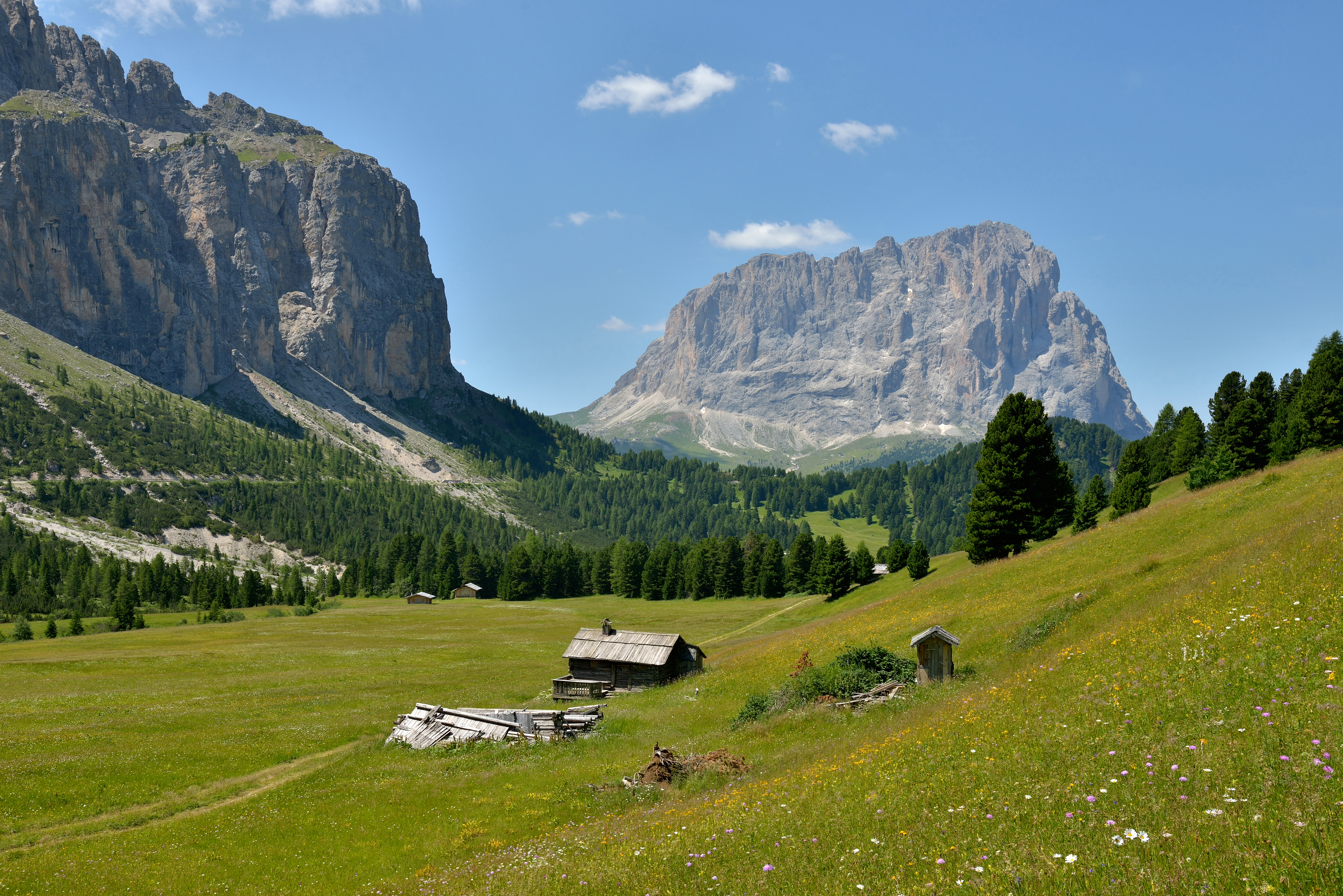
Vue sur le col Gardena et le Sassolungo en arrière-plan.
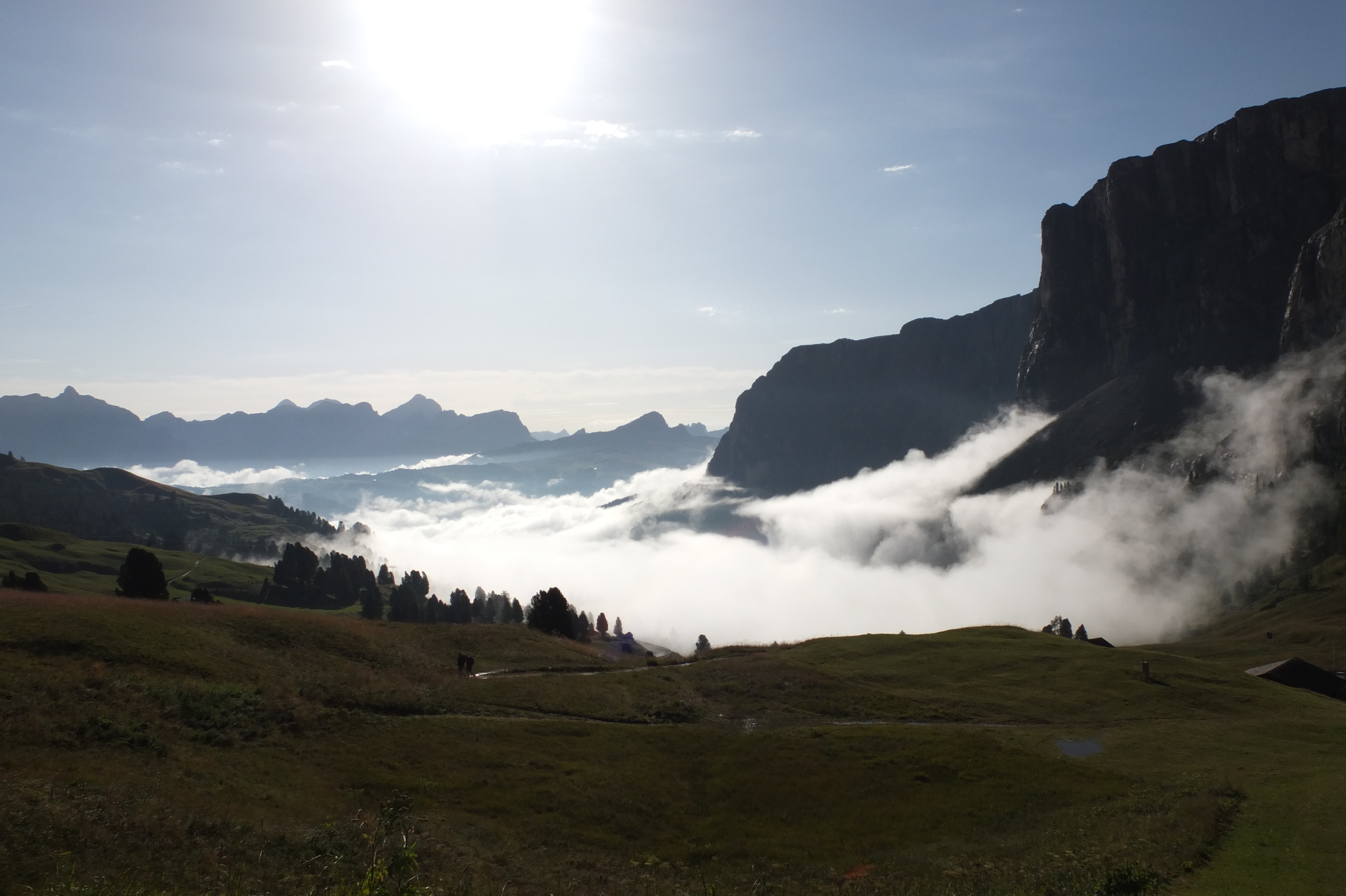
Panorama du col.

## Histoire
Le territoire du col Gardena est fréquenté par l'homme depuis la Préhistoire : des découvertes datant du Néolithique ont été effectuées, considérées comme les plus anciennes de toutes les Dolomites, notamment des outils appartenant aux chasseurs de la région pendant les mois d'été, qui n'y vivaient pas en permanence.
Plus récemment, le col a servi de ligne de démarcation entre les principautés épiscopales de Trente et de Bressanone pendant près de 800 ans (de 1027 à 1803), jusqu'à la création de la province du Tyrol qui les a unifiées.
En 1915, pendant la Première Guerre mondiale, la première route carrossable est construite, d'une importance stratégique pour l'approvisionnement des troupes.
À partir du milieu des années 1900, le col a commencé à prendre de plus en plus d'importance dans le tourisme. En 1960, la route actuelle a été construite.

## Loisirs

### Ski
Le col est équipé de part et d'autre de nombreuses remontées mécaniques et pistes de ski, dont les pistes de Dantercepies et Cir qui partent du col et arrivent à Selva di Val Gardena. Toutes les remontées font partie du domaine skiable Dolomiti Superski et constituent l’une des quatre étapes du circuit de ski alpin appelé Sellaronda.

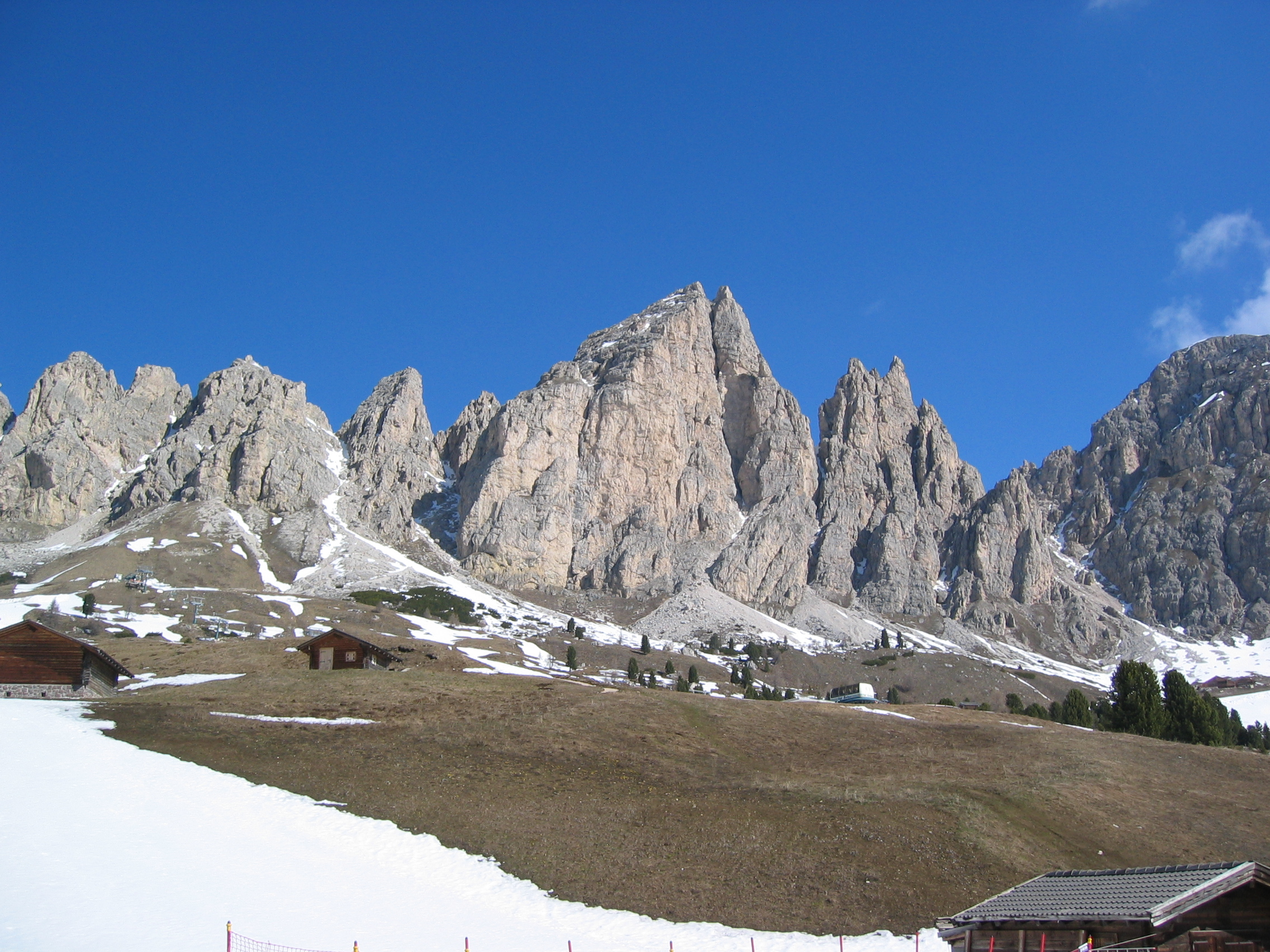
Les remontées mécaniques sur les pentes du groupe du Cir.
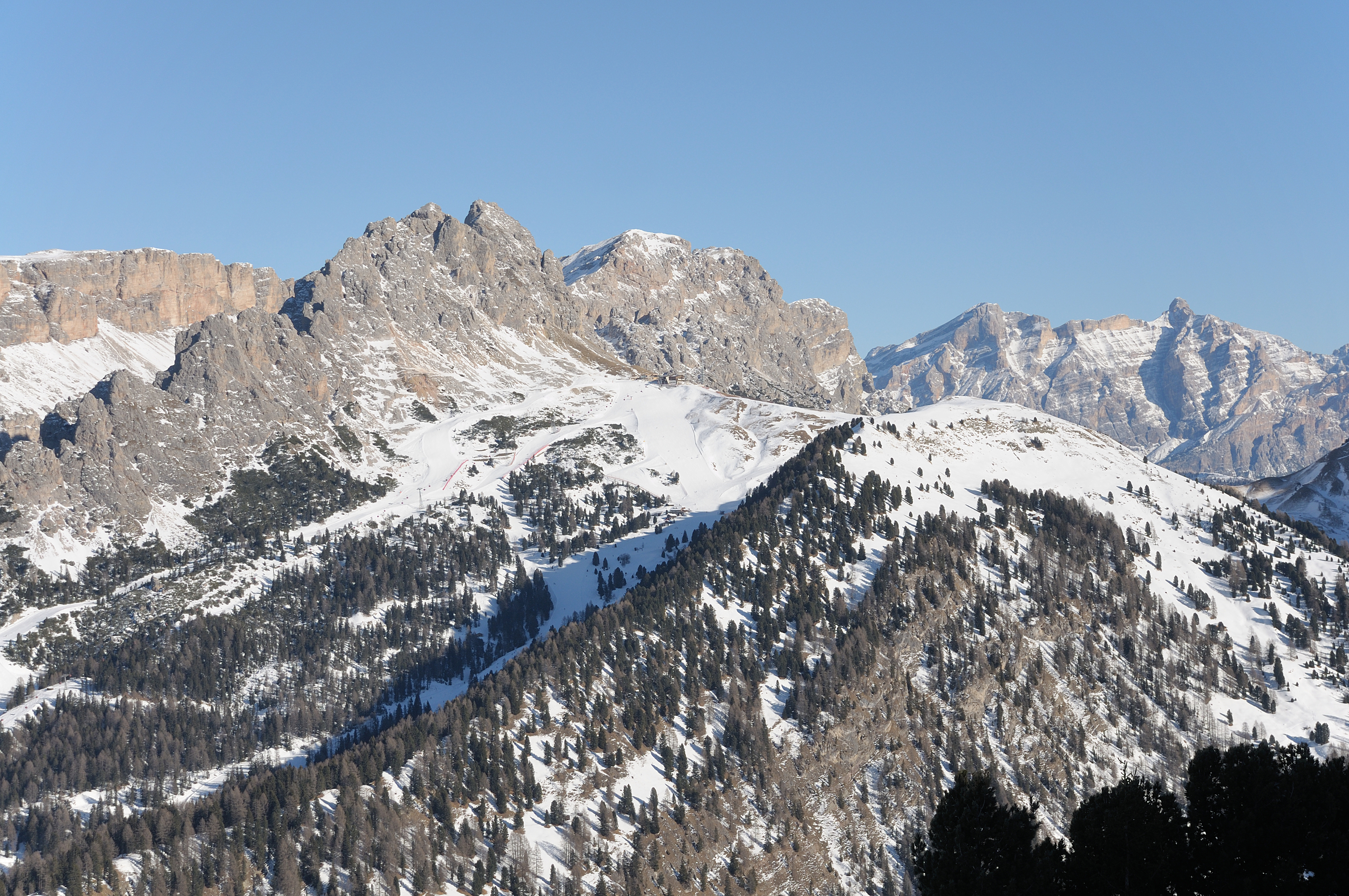
La piste de ski Dantercepies.
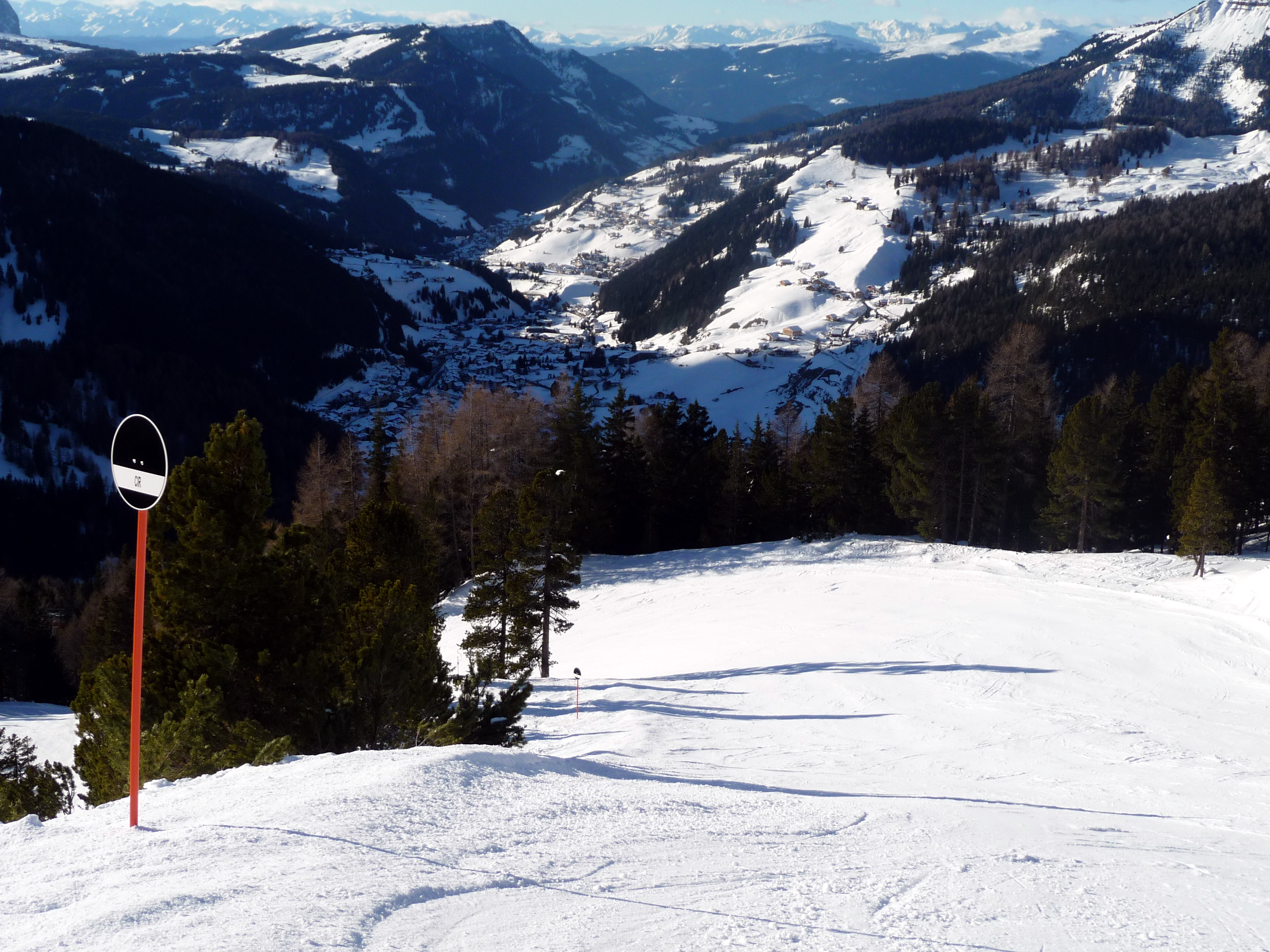
La piste noire de ski Cir.

### Via ferrata
Le col constitue le point de départ de quelques via ferrata :
- juste en dessous du col, en entrant un peu dans val Badia, se trouve le point de départ de l’une des plus célèbres via ferrata des Dolomites, la via ferrata Tridentina ;
- au nord du col, se trouve le départ de deux via ferrata qui remontent le Gran Cir et les Pizzes de Cir, la première étant certainement la plus facile.

### Cyclisme

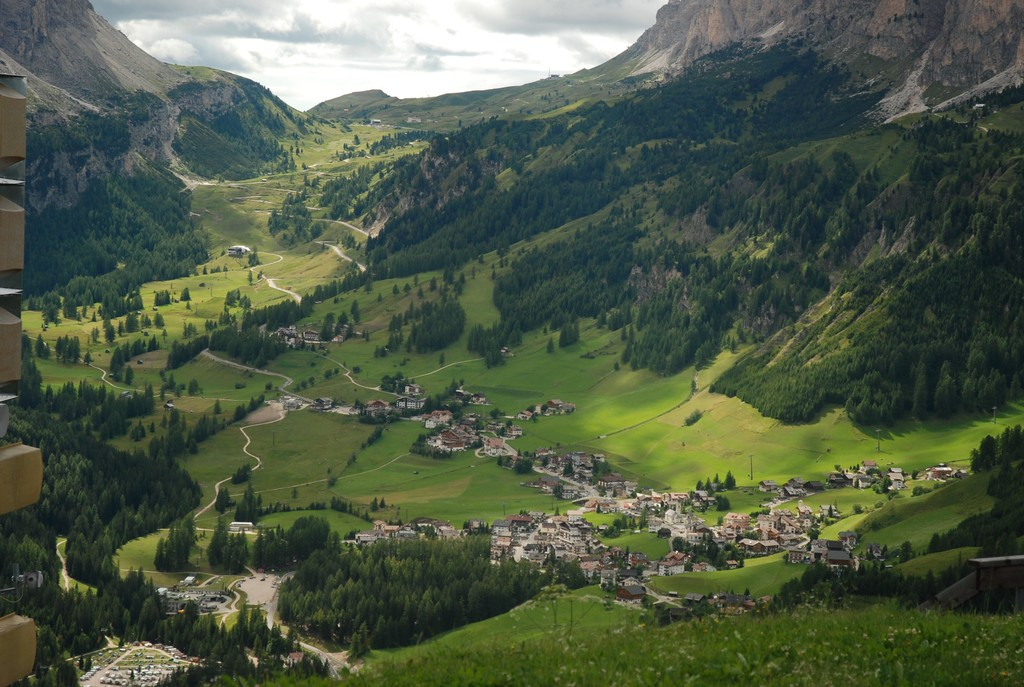
La montée vers le col Gardena depuis Colfosco.

Bien que l'ascension du col Gardena ne soit pas la plus exigeante, elle est très appréciée des cyclistes en raison de l'atmosphère et du caractère pittoresque de l'environnement, tant du versant du val Badia que de celui du val Gardena.
À partir de Selva di Val Gardena, le col est accessible après 10,5 km de montée pour un dénivelé de 560 m. La route monte régulièrement jusqu'au septième kilomètre, puis s'adoucit sur environ 2 km. Dans le dernier tronçon, les pentes deviennent plus exigeantes. La pente moyenne est de 5,3 %, le maximum de 11 %. Après environ 5 km de montée, juste au-dessus du Plan de Gralba, il y a la jonction qui mène au col Sella en montant encore sur 5,5 km.
De Corvara, en revanche, la route monte plus régulièrement, traverse le hameau de Colfosco et atteint le col après 9,6 km (600 m de dénivelé). La montée présente une pente moyenne de 6,2 % avec des tronçons à plus de 10 %.
Le col a souvent été emprunté par le Tour d'Italie, souvent en même temps que les cols Sella, Campolongo ou Pordoi, situés à proximité. Malgré l'altitude remarquable, le col Gardena n'a jamais été Cima Coppi.
Voici les différentes ascensions du col par le Giro :
| Année | Numéro de l'étape | Étape                              | Premier au col           | Ascension depuis |
| ----- | ----------------- | ---------------------------------- | ------------------------ | ---------------- |
| 1949  | 11e               | Bassano del Grappa à Bolzano       | Fausto Coppi             | val Badia        |
| 1950  | 9e                | Vicenza à Bolzano                  | Gino Bartali             | val Badia        |
| 1954  | 20e               | San Martino di Castrozza à Bolzano | Fausto Coppi             | val Badia        |
| 1958  | 17e               | Levico Terme à Bolzano             | Charly Gaul              | val Badia        |
| 1969  | 21e               | Rocca Pietore à Cavalese           | Italo Zilioli            | val Badia        |
| 1976  | 19e               | Longarone à Torri del Vajolet      | Andrés Gandarias         | val Badia        |
| 1977  | 18e               | Cortina d'Ampezzo à Pinzolo        | Faustino Fernández Ovies | val Badia        |
| 1983  | 20e               | Selva di Val Gardena à Arabba      | Alessandro Paganessi     | val Gardena      |
| 1984  | 20e               | Selva di Val Gardena à Arabba      | Laurent Fignon           | val Gardena      |
| 1986  | 21e               | Bassano del Grappa à Bolzano       | Acácio da Silva          | val Badia        |
| 1987  | 16e               | Sappada à Canazei                  | Jean-Claude Bagot        | val Badia        |
| 1989  | 15e               | Corvara in Badia à Trente          | Luis Herrera             | val Badia        |
| 1990  | 16e               | Dobbiaco à Passo Pordoi            | Maurizio Vandelli        | val Badia        |
| 1993  | 15e               | Corvara in Badia à Lumezzane       | Mariano Piccoli          | val Badia        |
| 2002  | 17e               | Corvara in Badia à Folgaria        | Sergio Barbero           | val Badia        |
| 2005  | 13e               | Mezzocorona à Ortisei              | José Rujano              | val Gardena      |
| 2016  | 14e               | Alpago (Farra) à Corvara in Badia  | Rubén Plaza              | val Gardena      |
| 2017  | 18e               | Moena à Ortisei                    | Mikel Landa              | val Badia        |